# Фон Фрикен, Алексей Фёдорович
Алексей Фёдорович фон Фрикен (1830—1916) — историк искусства, почётный вольный общник ИАХ с 1887 года.
Алексей был третьим сыном генерала Фёдора фон Фрикена и Анны Григорьевны Зоммер. Как и для его старших брата и сестры, крестником Алексея стал друг родителей, военный министр Алексей Аракчеев. Алексей окончил Пажеский корпус в 1846 году и поступил в Гродненский гусарский полк. Через 10 лет вышел в отставку в звании штабс-ротмистра.
После ухода с военной службы фон Фрикен много лет прожил за границей. В Италии он познакомился с Джузеппе Гарибальди и Джузеппе Мадзини, поддерживал их революционные идеи и был связан с Партией действия. Общался с Александром Герценом, Владимиром Стасовым, Василий Боткиным, Иваном Тургеневым. В 1861-м году во Флоренции он познакомился с Николаем Добролюбовым.
Фон Фрикен изучал древнехристианское искусство, он написал два фундаментальных труда: «Итальянское искусство в эпоху Возрождения» (1891—1900) и «Римские катакомбы и памятники первоначального христианского искусства» (1872—1885), за последнюю в 1883 году был удостоен звания почётного вольного общника ИАХ.